# Barry Levinson
Barry Levinson (Baltimore, Maryland, 6 de abril de 1942) es un guionista, director, actor y productor estadounidense de cine y televisión.

## Biografía
Tras crecer en Baltimore, estudió en la American University en Washington D. C. antes de trasladarse a Los Ángeles, donde trabajó como actor y escritor. Sus primeros trabajos como escritor fueron para programas de televisión como The Marty Feldman Comedy Machine, The Lohman and Barkley Show, The Tim Conway Show y The Carol Burnett Show.
Levinson contrajo matrimonio con la escritora Valerie Curtin en 1975. Se divorciaron siete años después y luego se casó con Dianna Rhodes, a quien conoció en Baltimore mientras filmaba Diner.
Luego de tener éxito como guionista (Silent Movie, de 1976, High Anxiety, de 1977, ...And Justice for All, de 1979), comenzó su carrera como director con Diner (1982), con la cual obtuvo una nominación para el Óscar al mejor guion original. Diner fue la primera de una serie de películas ambientadas en el Baltimore de la juventud de Levinson. Las otras películas de esta serie fueron Tin Men (1987), protagonizada por Richard Dreyfuss y Danny DeVito, la saga Avalon (con la actuación de Elijah Wood en una de sus primeras interpretaciones), y Liberty Heights (1999). Las cuatro películas fueron escritas y dirigidas por Barry Levinson; en las últimas dos participó como productor.
Su mayor éxito, en el aspecto crítico y financiero, fue Rain Man (1988), con Dustin Hoffman y Tom Cruise. La película ganó cuatro premios Óscar, incluyendo a mejor director para Levinson. Dirigió nuevamente a Dustin Hoffman en La cortina de humo (Wag the Dog) (1997), comedia política. Además trabajó como escritor no acreditado en la comedia de Dustin Hoffman Tootsie (1982).
Barry se unió al productor Mark Johnson para formar la compañía Baltimore Pictures, hasta que el dúo se separó en 1994.

## Obras
Otras películas importantes de su carrera fueron:
- The Natural (1984)
- Good Morning, Vietnam (1987), con Robin Williams
- Bugsy (1991), con Warren Beatty.
- Disclosure (1994), con Demi Moore.

Además de producir varias de sus películas, también trabajó como productor o productor ejecutivo para películas como: 
- La tormenta perfecta (dirigida por Wolfgang Petersen, 2000), protagonizada por George Clooney, Mark Wahlberg y John C. Reilly
- Analyze That (dirigida por Harold Ramis, 2002), protagonizada por Robert De Niro y Billy Crystal
- Possession (dirigida por Neil LaBute, 2002), basada en la novela homónima de A. S. Byatt.

Tiene además una productora de televisión con Tom Fontana (The Levinson/Fontana Company) y trabajó como productor ejecutivo para varias series, incluyendo Homicide: Life on the Street (que fue emitida por NBC entre 1993 y 1999) y el drama de HBO Oz.
Levinson publicó su primera novela, Sixty-Six (ISBN 0-7679-1533-X), en 2003. Como la mayoría de sus películas, es semi-autobiográfica y está ambientada en Baltimore en los años 60.

## Filmografía
- The Tim Conway Show (1970) (TV)
- The Marty Feldman Comedy Machine (1971) (TV)
- The Carol Burnett Show (1973-1976) (TV)
- Street Girls (con Michael Miller) (1975) (TV)
- Hot l Baltimore (1975) (TV)
- The Rich Little Show (1976) (TV)
- Silent Movie (Guionista, con Mel Brooks, Ron Clark y Rudy De Luca) (1976)
- High Anxiety (Guionista, con Mel Brooks, Ron Clark y Rudy De Luca) (1977)
- ...And Justice For All (con Valerie Curtin) (1979) (1 nominación al Óscar)
- Inside Moves (con Valerie Curtin) (1980)
- Best Friends (con Valerie Curtin) (1982)
- Diner (1982) (Guionista/Director) (1 nominación al Óscar)
- Unfaithfully Yours (con Valerie Curtin y Robert Klane) (1984)
- The Natural (1984) (Director) (4 nominaciones al Óscar)
- Young Sherlock Holmes (1985) (Director) (1 nominación al Óscar)
- Tin Men  (1987) (Guionista/Director)
- Good Morning, Vietnam (1987) (Director) (1 nominación al Óscar)
- Rain Man (1988) (Director) (8 nominaciones al Óscar, 4 obtenidos)
- Avalon (1990) (Guionista/Director) (4 nominaciones al Óscar)
- Bugsy (1991) (Director) (10 nominaciones al Óscar, 2 obtenidos)
- Toys (con Valerie Curtin) (1992) (Coguionista/Director) (2 nominaciones al Óscar)
- Jimmy Hollywood (1994) (Guionista/Director)
- Disclosure (1994) (Director)
- Homicide: Life on the Street (1996) (TV) (Desarrollado por)
- Sleepers (1996) (Guionista/Director) (1 nominación al Óscar)
- Wag The Dog (1997) (Director) (2 nominaciones al Óscar)
- Oz (1997-2003) (TV) (Productor ejecutivo)
- Esfera (1998) (Director)
- Liberty Heights (1999) (Guionista/Director)
- An Everlasting Piece (2000) (Director)
- Bandits (2001) (Director)
- The Jury (2004) (TV) (Creador)
- Envy (2004) (Director)
- El hombre del año (2006) (Guionista/Director)
- Bee Movie (2007) (Voz)
- What Just Happened (2008) (Director)
- PoliWood (2009) (Director) (TV) (Documental)
- The Band that Wouldn't Die (2009) (TV) (Documental)
- You Don't Know Jack (2010) (Director) (TV)
- The Bay (2012) (Director)
- Gotti (2013) (Guionista/Director)
- The Humbling (2014) (Director)
- Rock the Kasbah (2015) (Director)
- The Survivor (2021) (Director)
- "The Alto Knights" (2025) (Director)

## Premios y reconocimientos
Premios Óscar
| Año  | Categoría            | Trabajo nominado    | Resultado |
| ---- | -------------------- | ------------------- | --------- |
| 1980 | Mejor guion original | Justicia para todos | Nominado  |
| 1983 | Mejor guion original | Diner               | Nominado  |
| 1989 | Mejor director       | Rain Man            | Ganador   |
| 1991 | Mejor guion original | Avalon              | Nominado  |
| 1992 | Mejor película       | Bugsy               | Nominado  |
| 1992 | Mejor director       | Bugsy               | Nominado  |

Festival Internacional de Cine de Berlín
| Año  | Categoría  | Película | Resultado |
| ---- | ---------- | -------- | --------- |
| 1989 | Oso de Oro | Rain Man | Ganador   |